# Jamie Foreman
Pour les articles homonymes, voir Foreman.
Jamie Foreman né le 25 mai 1958 à Bermondsey est un acteur britannique.

## Biographie
Jamie Foreman connu pour ses rôles comme Duke dans Layer Cake (2004) ou Bill Sykes dans Oliver Twist de Roman Polanski (2005). Il a joué avec Ray Winstone et Kathy Burke dans le film de Gary Oldman Ne pas avaler ainsi que dans Elizabeth et dans Sleepy Hollow (La légende du cavalier sans tête).
Jamie Foreman est le fils de Freddie Foreman (en), un ancien gangster de l'Est associé des Jumeaux Kray, Ronald Kray et Reginald Kray.

## Filmographie
- 1997 : Ne pas avaler (Nil by Mouth) - Mark
- 1998 : Elizabeth - Comte de Sussex
- 1999 : Mariage à l'anglaise -  Billie
- 2000 : Saving Grace - China MacFarlane
- 2000 : Gangster No. 1 - Lennie Taylor
- 2003 : Seule la mort peut m'arrêter (I'll Sleep When I'm Dead) - Mickser
- 2004 : The Football Factory : chauffeur de taxi
- 2004 : Layer Cake - Duke
- 2005 : Oliver Twist  - Bill Sykes
- 2005 : "Doctor Who saison 2 épisode 7"  - Eddie Connoli
- 2008 : Cœur d'encre  - Basta
- 2011 : Carcéral: Dans l'enfer de la taule (Screwed) de Reg Traviss : Rumpole[2]
- 2011 : Le Sang des Templiers (Ironclad) de Jonathan English - Coteral
- 2012 : St George's Day : Nixon
- 2016 : 100 Streets de Jim O'Hanlon : Perry